# Gwiazdy zmienne typu Beta Lyrae
Gwiazda zmienna typu Beta Lyrae – układ podwójny zaćmieniowy, którego składniki różnią się między sobą wielkością. Gwiazdy znajdują się w niewielkiej odległości od siebie, przez co są one silnie zdeformowane przez przyciąganie grawitacyjne, z powierzchniami stałego potencjału - a zatem również widoczną powierzchnią - w kształcie elipsoid obrotowych. Okres zmian jasności wynosi kilka lub kilkanaście dni. Układ charakteryzuje się ciągłością zmian krzywej zmian blasku, czego przyczyną jest inny od sferycznie symetrycznego kształt składników. Obydwa minima - główne i wtórne - nie są tak wyraźnie określone jak w gwiazdach o symetrii sferycznej. Badania nad gwiazdami tego typu prowadziła między innymi polska astronom Rozalia Szafraniec.